# Gongqingcheng
Gongqingcheng (chiń. upr. 共青城; pinyin Gòngqīngchéng) – miasto na prawach powiatu we wschodnich Chinach, w prowincji Jiangxi, w prefekturze miejskiej Jiujiang.

## Miasta partnerskie
- Marcos Juárez –  (Argentyna)